# Cot Mataair
Cot Mataair är en kulle i Indonesien.   Den ligger i provinsen Aceh, i den västra delen av landet, 1 700 km nordväst om huvudstaden Jakarta. Toppen på Cot Mataair är 162 meter över havet, eller 69 meter över den omgivande terrängen. Bredden vid basen är 1,5 km.
Terrängen runt Cot Mataair är platt åt nordost, men åt sydväst är den kuperad.Runt Cot Mataair är det ganska tätbefolkat, med 192 invånare per kvadratkilometer. Närmaste större samhälle är Bireun, 7,1 km norr om Cot Mataair. I omgivningarna runt Cot Mataair växer i huvudsak städsegrön lövskog.